# Parasiccia marginipuncta
Parasiccia marginipuncta är en fjärilsart som beskrevs av Talbot 1926. Parasiccia marginipuncta ingår i släktet Parasiccia och familjen björnspinnare. Inga underarter finns listade i Catalogue of Life.